# 郭友梅
郭友梅 （1849年—1915年，即清朝道光29年到日本大正4年），名柳，號春江，落款別號有鹿溪漁人、鹿西畫叟等，為鹿港著名彩繪藝師。其彩繪技藝得自家傳，專長為工筆界畫。堪稱臺灣本地出身的第一代最優秀藝師。

## 特色
構圖嚴謹，線條描繪細緻。

## 主要作品
- 社口林宅大夫第正身（1875年）
- 潭子林宅摘星山莊（1876年）
- 社口林宅大夫第門廳（1878年）
- 東勢新伯公潤德堂（1903年），九二一大地震後已拆除[3]
- 神岡呂宅筱雲山莊
- 彰化永靖陳宅餘三館
- 大里林大有舉人宅，九二一大地震後大半倒塌，已不存[4]

## 鹿港郭氏彩繪家族[5]
- 郭連成（？－1882年），第一代
- 郭柳（郭友梅，1849年－1915年），郭連成兒子，第二代
- 郭福蔭（1851年－1909年）[6]，第二代
- 郭鐘，第二代
- 郭盼，第二代
- 郭光傳（1871年－？），第三代
- 郭瑞麟（1882年－1926年），第三代
- 郭啟輝（1889年－1962年），第三代
- 郭啟薰（1890年－1971年），第三代
- 郭新林（1898年－1973年），郭友梅侄子[6]，第三代
- 郭佛賜（1910年－1981年），郭啟輝長子，第四代
- 郭竹坡，郭新林三子，第四代[6]
- 柯煥章（1901年－1972年）